# Parourapteryx sulphuraria
Parourapteryx sulphuraria är en fjärilsart som beskrevs av J. Peter Maassen 1890. Parourapteryx sulphuraria ingår i släktet Parourapteryx och familjen mätare. Inga underarter finns listade i Catalogue of Life.